# جاده چالوس
جاده چالوس، با نام رسمی جاده ۵۹، یکی از مهم‌ترین جاده‌ها برای دسترسی به شمال ایران برای مردم ایران است که از استان البرز آغاز می‌شود و کلان‌شهر کرج و تهران بزرگ را به چالوس در نزدیکی سواحل دریای خزر متصل می‌کند. جاده چالوس برای بسیاری از مردم کرج و تهران برای رفتن به‌سمت جاذبه‌های گردشگری شمال ایران در تعطیلات آخر‌هفته نقش اساسی ایفا می‌کند. محور چالوس–کرج دارای چشم‌اندازهای بکر و طبیعی و از محبوب‌ترین مسیرهای منتهی به شمال ایران می‌باشد که همین امر گاهی سبب ترافیک‌های سنگین در تعطیلات می‌شود. جاده چالوس یکی از پر‌ رفت‌و‌آمدترین جاده‌های ایران است. برخی این جاده را یکی از زیباترین جاده‌های جهان می‌دانند.

## ساخت جاده چالوس

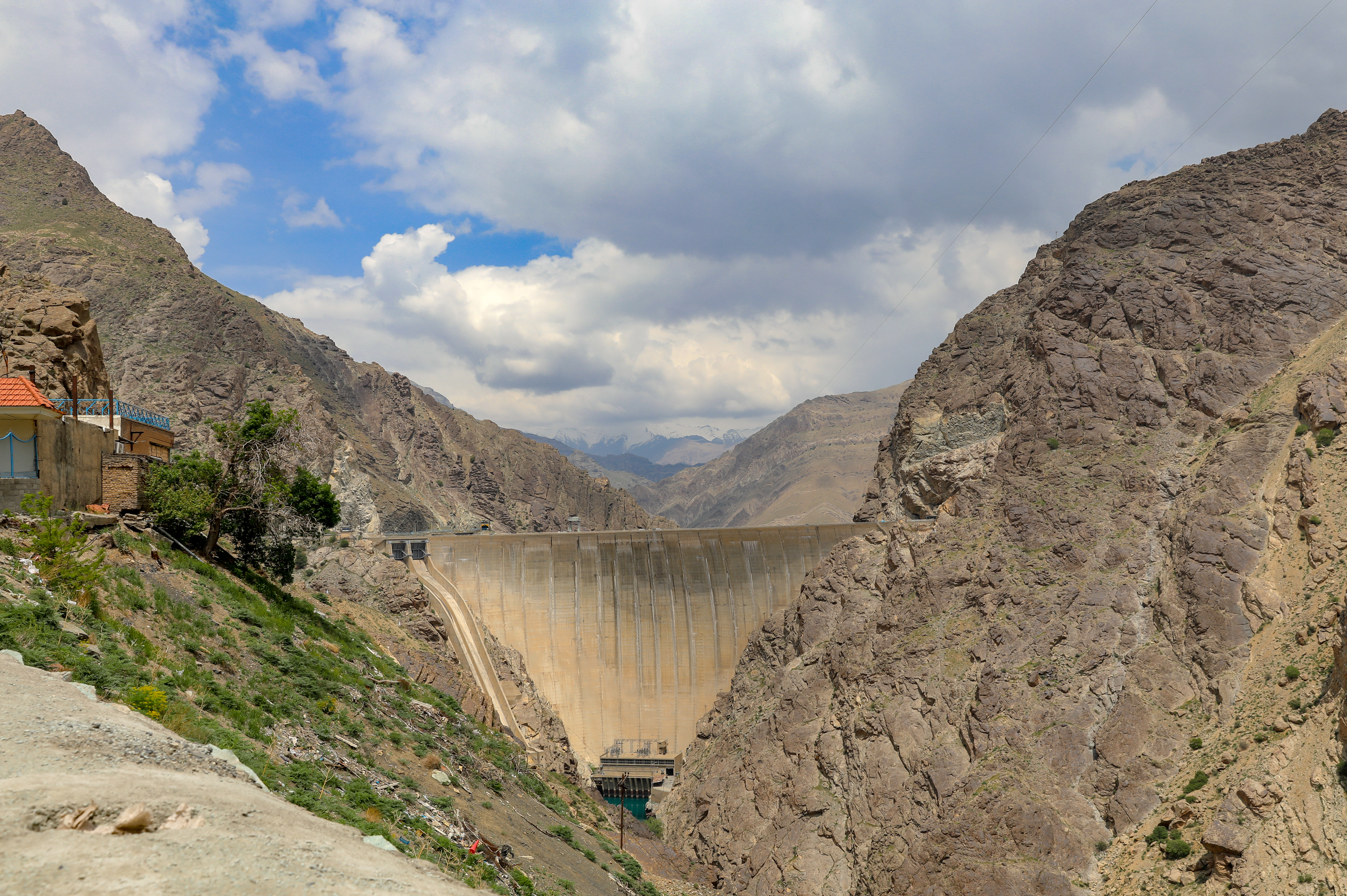
سد امیر‌کبیر (سد کرج)

تا اواخر دوره قاجار، جاده‌ای بین کرج – چالوس وجود نداشته و تنها یک مسیر خاکی و مالرو، راه دسترسی به روستاهای این منطقه را تشکیل می‌داده اما به‌گونه‌ای نبود که ارتباط دهنده شمال و جنوب کشور باشد. این جاده در دوران پادشاهی رضاشاه در اردیبهشت ۱۳۱۰ آغاز و در سال ۱۳۱۲ مورد بهره‌برداری قرار گرفت. مراسم افتتاح روز جمعه دهم آذر ۱۳۱۲ با حضور رضاشاه برگزار و جاده چالوس افتتاح و به نام «راه مخصوص» نامیده شد. طول این جاده ۱۶۸ کیلومتر و عرض آن ۸ متر و در برخی قسمت‌ها به ده الی دوازده متر هم می‌رسید.
از این زمان به بعد، انواع رستوران‌ها و واحدهای اقامتی و پذیرایی در کنار این جاده شکل گرفت و با ساخت سد امیر‌کبیر (سد کرج) در سال ۱۳۴۰ به جاذبه‌های این جاده افزوده شد و در اندک زمانی این جاده به یکی از تفریحگاه‌های مهم گردشگری ایران تبدیل شد. به نقل از گفته‌های شفاهی از مردم قدیم، کارگران را برای کندن این تونل در دل کوه (چون کندن تونل کندوان آنهم بدون تجهیزات کار بسیار سخت و دشواری بود) با یک سکه پنج ریالی که در آن زمان ارزشمند بود تشویق می‌کردند و گفته می‌شود به‌ازای هر کلنگ پول داده می‌شده‌است. ساخت تونل کندوان از اردیبهشت ماه سال ۱۳۱۴ آغاز شد و ساخت در تاریخ ۲۷ اردیبهشت ۱۳۱۷ به پایان رسید، طول تونل به مسافت یک هزار و ۸۸۶ متر و عرض پنج الی هفت و ارتفاع شش متر است، با این تونل ۱۳ کیلومتر از مسیر مرکز کرج به چالوس کاسته شد، چراکه پیش‌از این برای طی کردن این مسیر باید کوه دور زده می‌شد. این جاده در دامنه سلسله کوه‌های البرز مرکزی از دوره گذشته ساخته شده‌است و امکانات و تأسیسات و اماکن گردشگری، تفریحی و ورزشی که در حاشیه آن ساخته شده پس از این دوره بوده‌است که بعدها نیز عنوان چهارمین جاده زیبای جهان را کسب کرد.
این جاده قطر رشته‌کوه‌های البرز را می‌پیماید. برای ساخت این جاده، تونل‌ها و پل‌های طولانی بسیاری ساخته شده، بیشتر سفرهای گردشگری مردم تهران و کرج به کرانه‌های دریای خزر به‌ویژه در تابستان از‌طریق همین جاده و جاده هراز صورت می‌گیرد. اما به‌علت آنکه طراحی آن در گذشته انجام گرفته‌است، برای سرعت‌های بالا مناسب نیست.

## جاذبه‌های گردشگری
- باغ لاله‌های گچسر
- پل گلشن
- باغ گلشن
- سد امیرکبیر
- تونل کندوان
- رود کرج
- رود چالوس
- پیست اسکی دیزین
- دهکده یوش
- سیاه‌بیشه

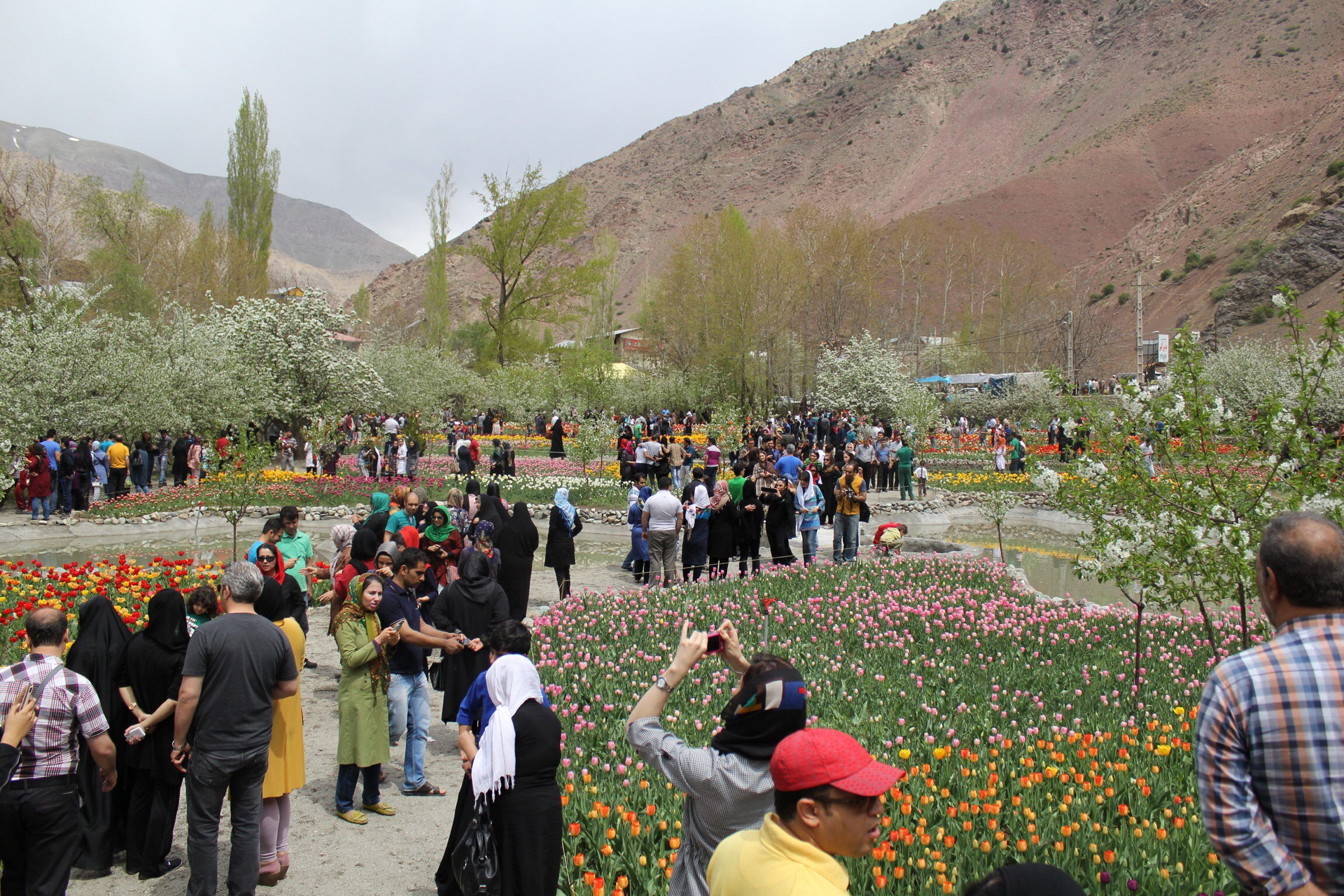
جاده کرج- چالوس باغ لاله‌های گچسر

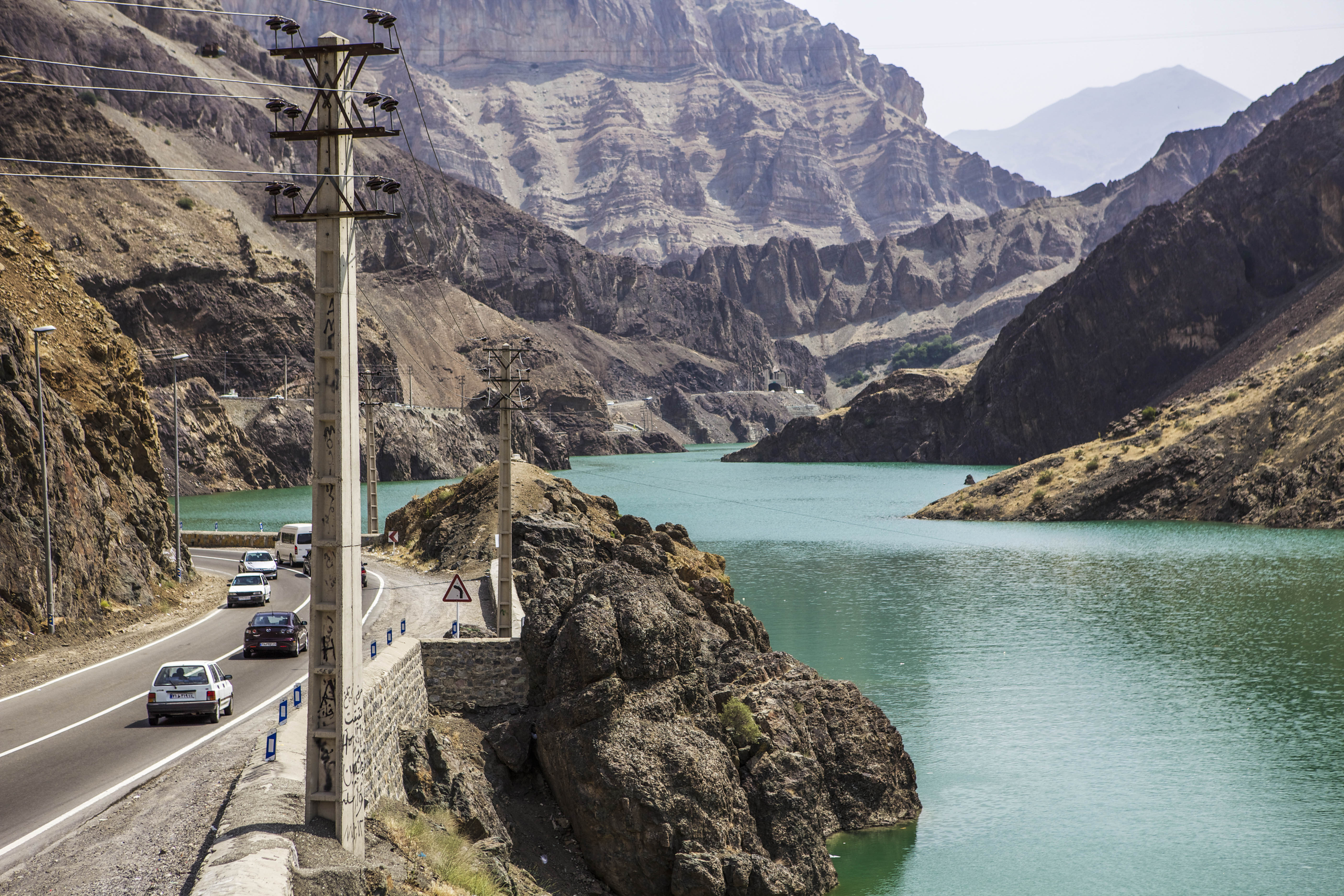
جاده چالوس در کنار سد امیرکبیر

پخت و فروش انواع آش همانند آش رشته، آش دوغ، آش هیزمی و عدسی در حاشیه جاده چالوس - کرج خصوصاً در نزدیکی تونل کندوان توسط دستفروش‌ها و رستوران‌ها رواج دارد و یکی از جاذبه‌های گردشگری این جاده محسوب می‌شود.

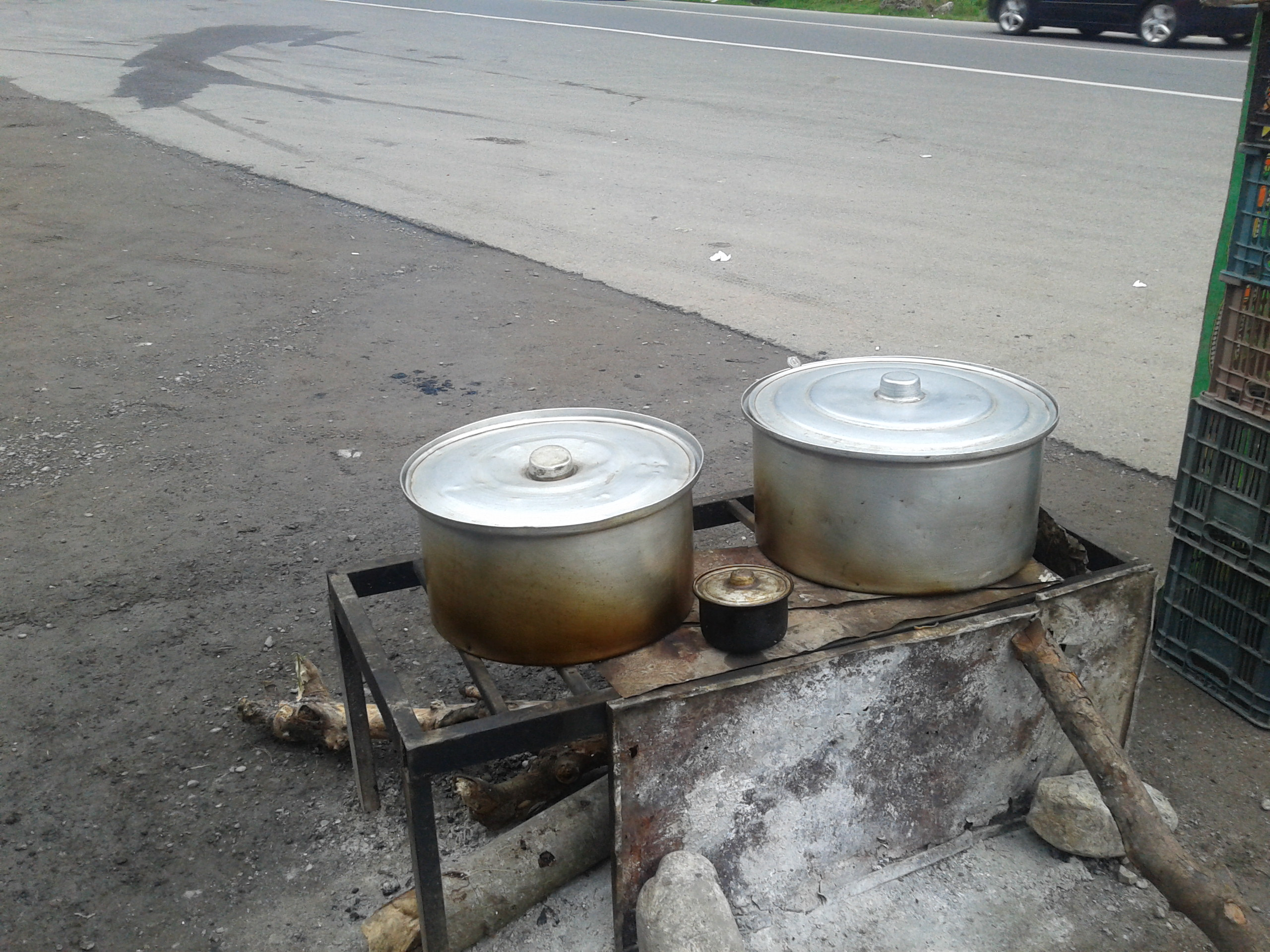
پخت آش رشته در جاده چالوس - فروردین ۱۳۹۴
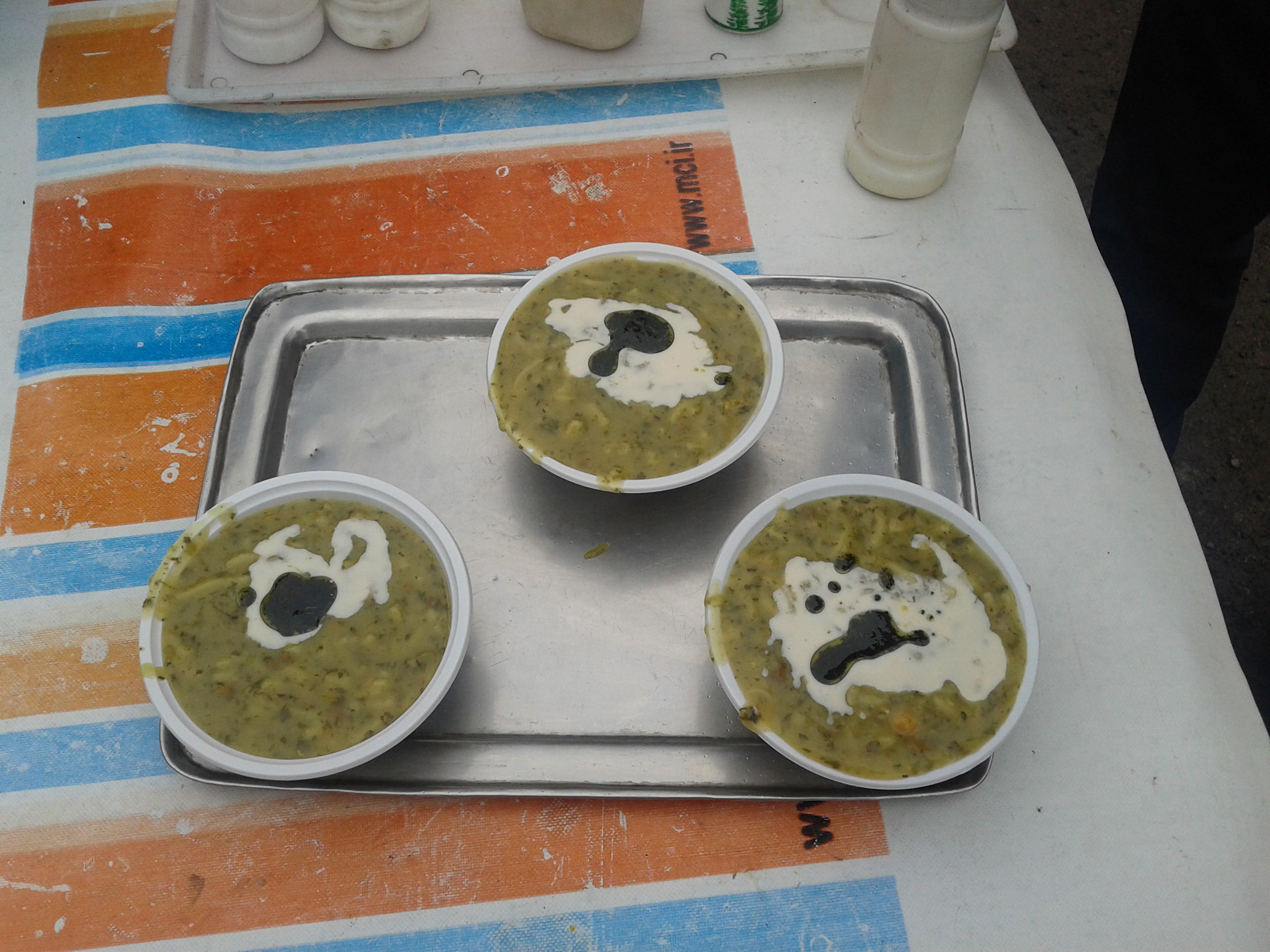
پخت آش رشته در جاده چالوس - فروردین ۱۳۹۴

## نگارخانه

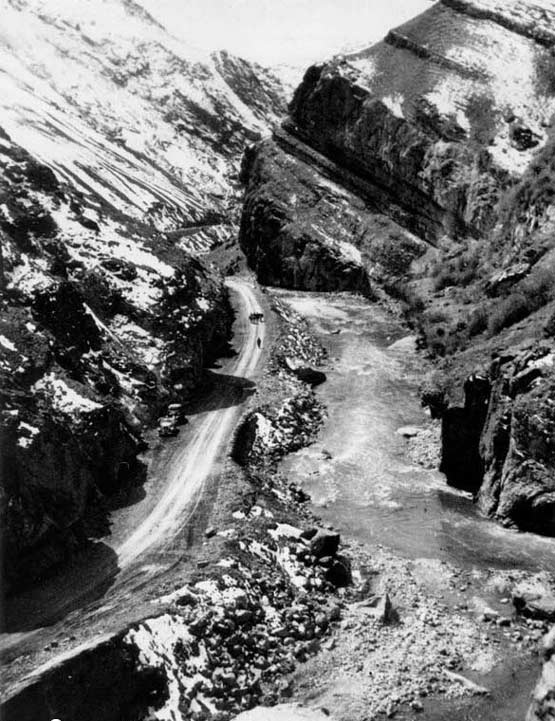
جاده چالوس در سال ۱۳۱۱
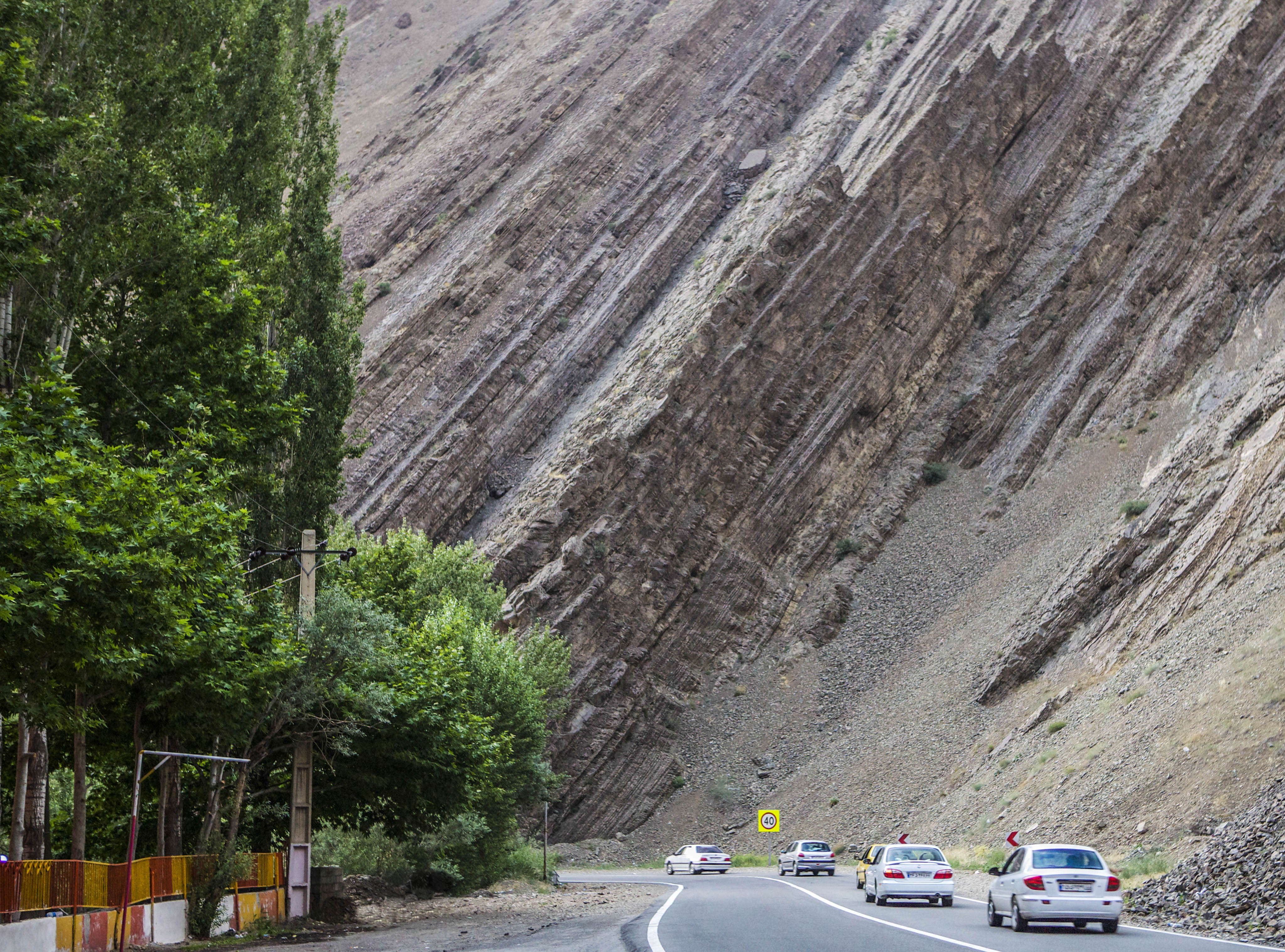
نمایی از جاده چالوس با سنگ‌های رسوبی
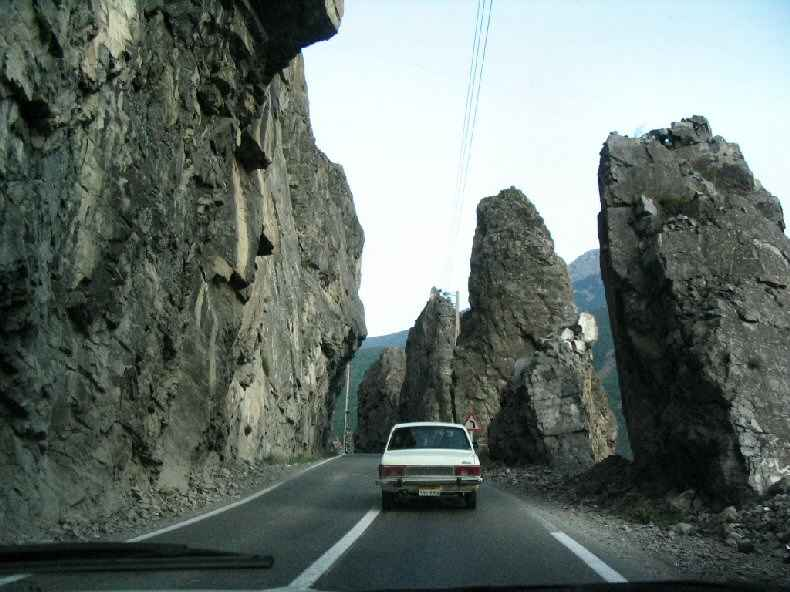
کوه‌های معروف به هفت برادران
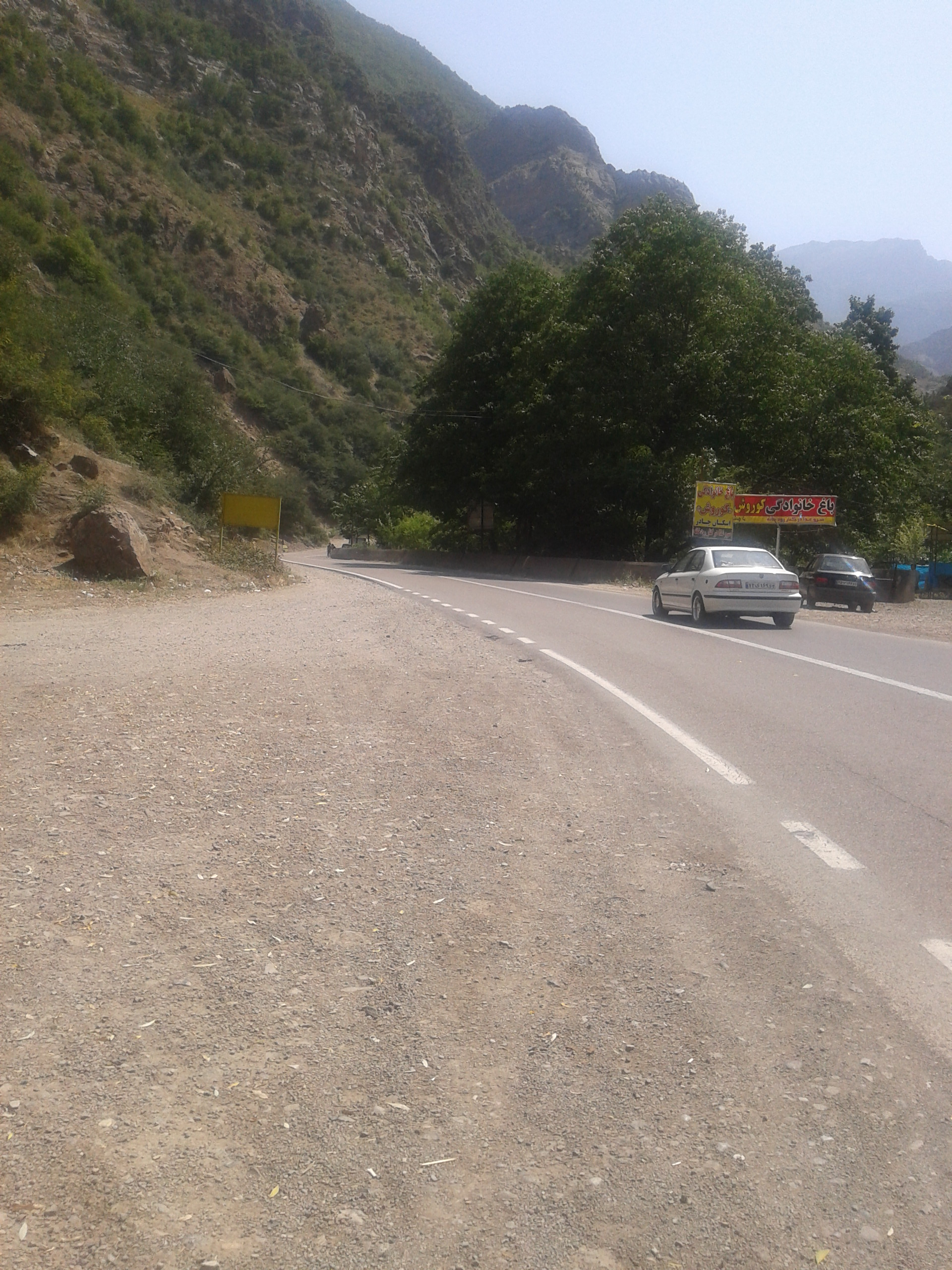
نمایی از جاده چالوس - مرداد ۱۳۹۳
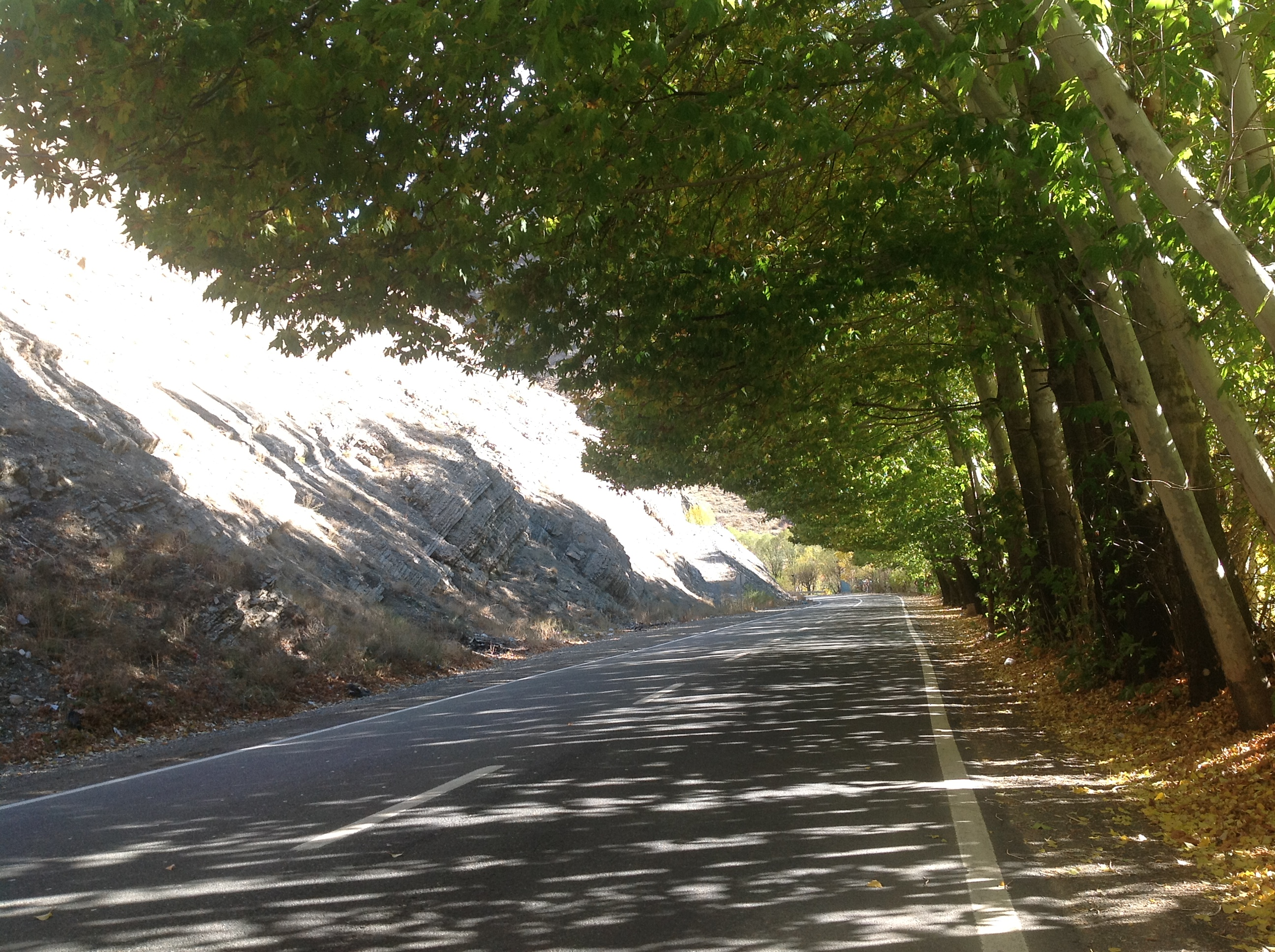
نمایی از جاده چالوس در استان البرز
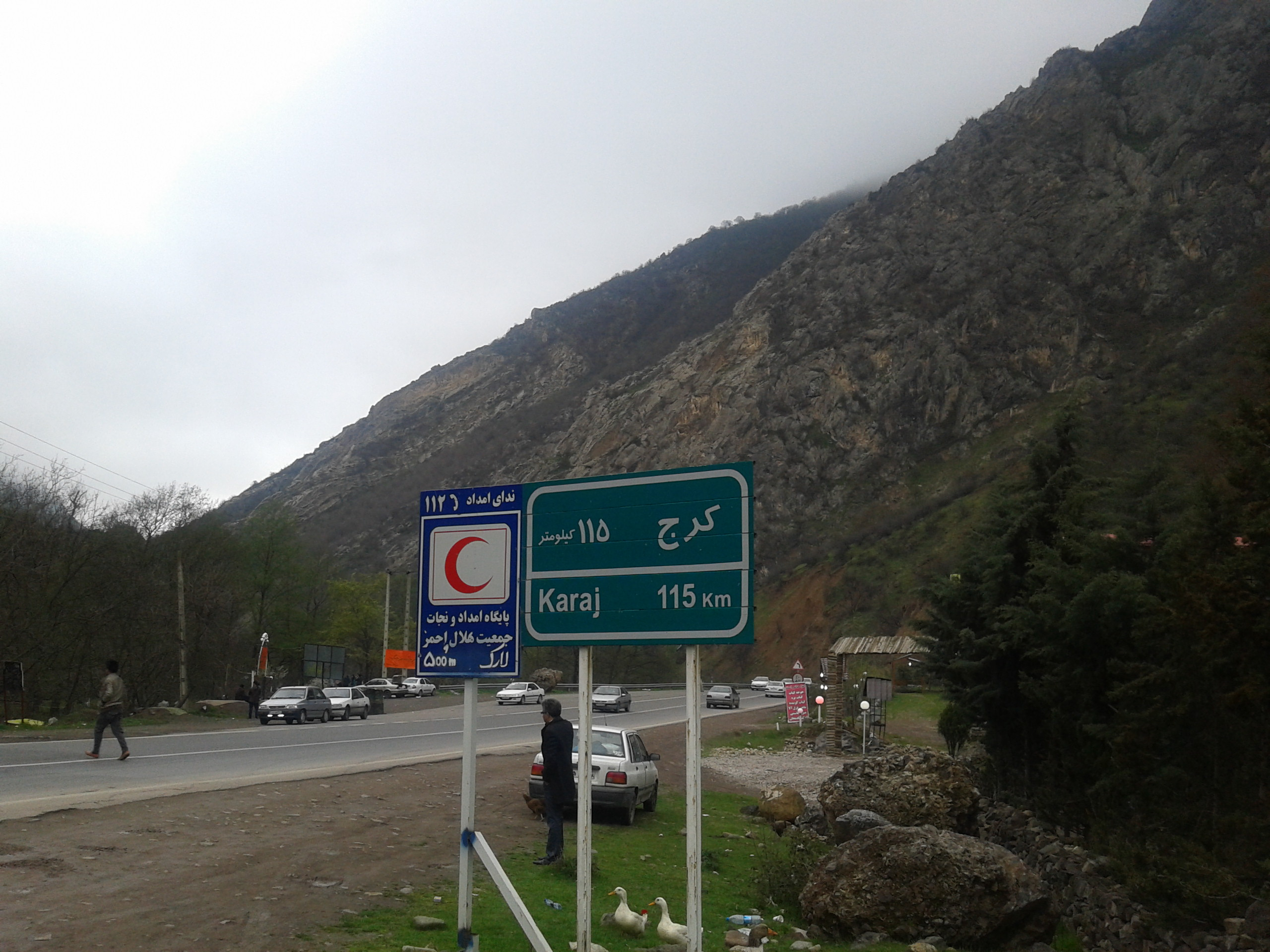
جاده چالوس - فروردین ۱۳۹۴
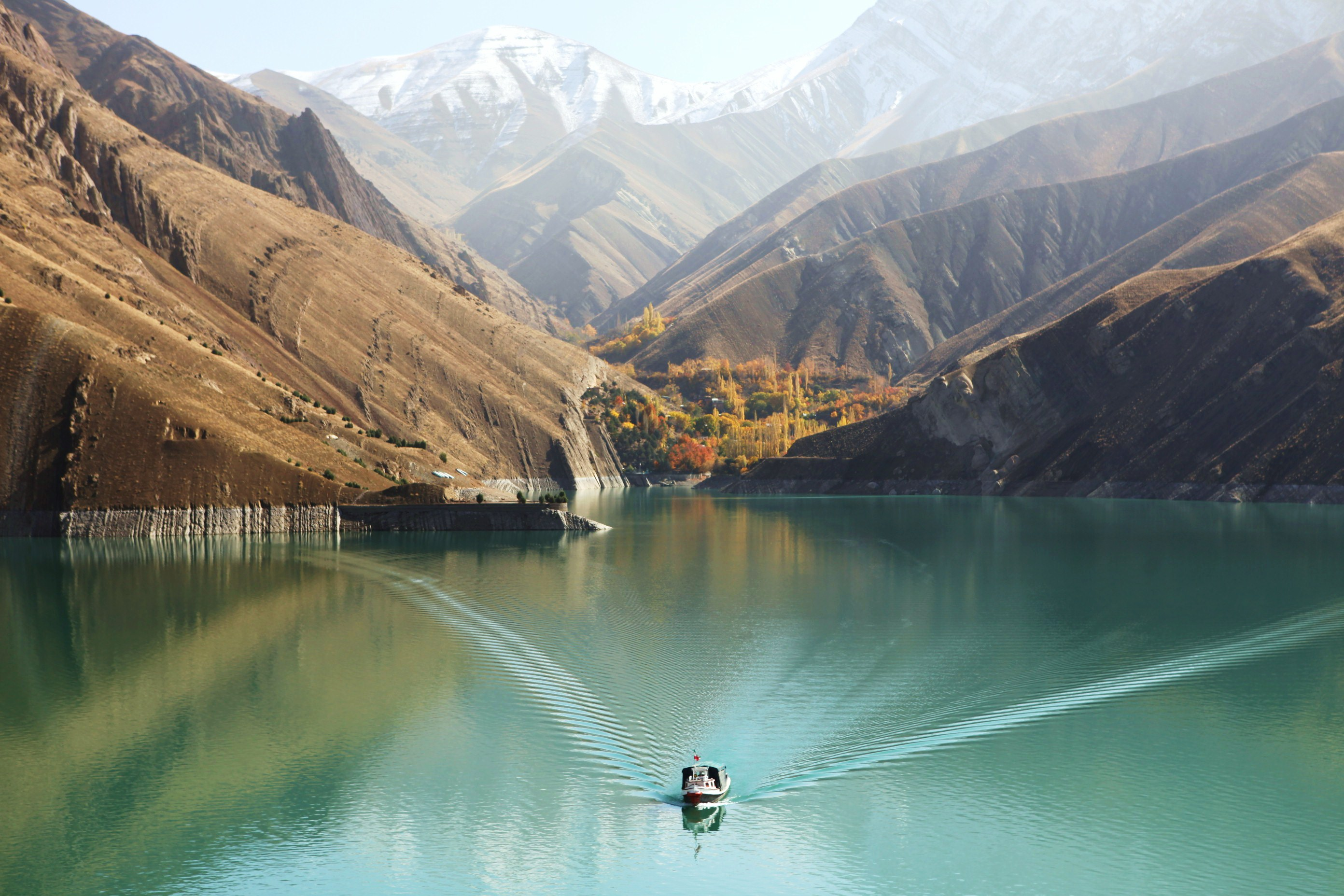
چشم‌اندازی از از دریاچه سد امیرکبیر و دهکده واریان
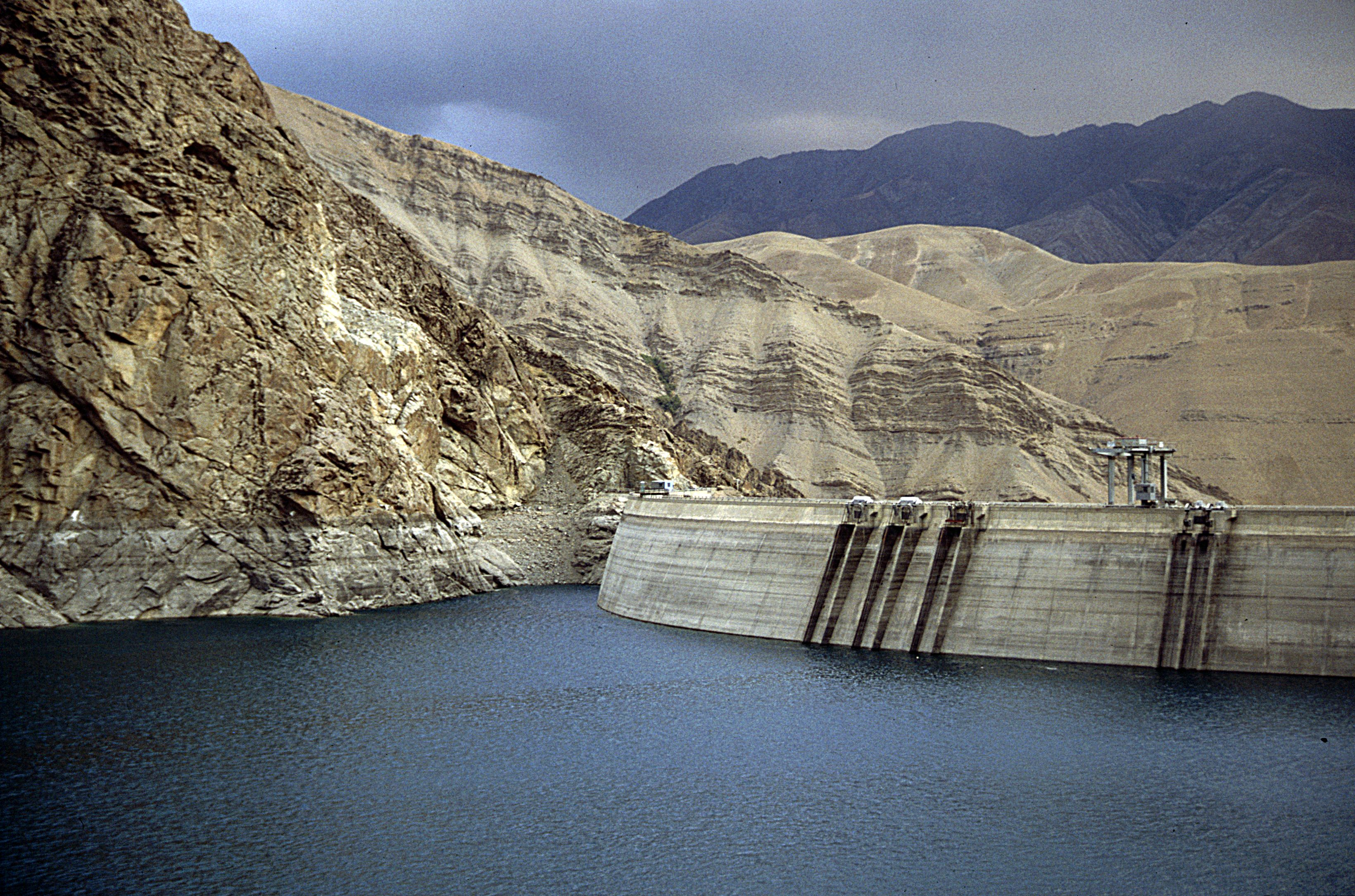
سد امیرکبیر
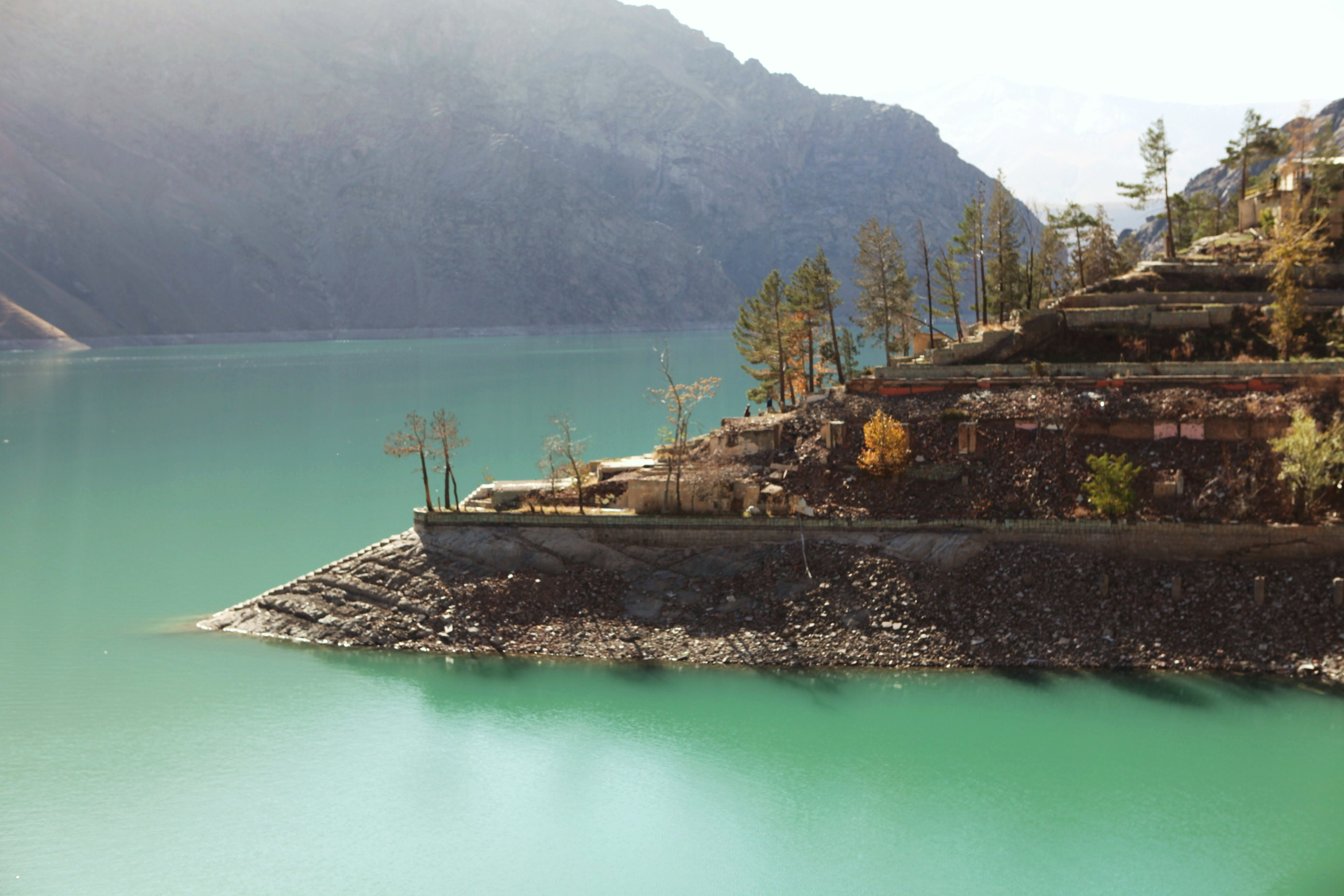
دریاچه سد امیرکبیر
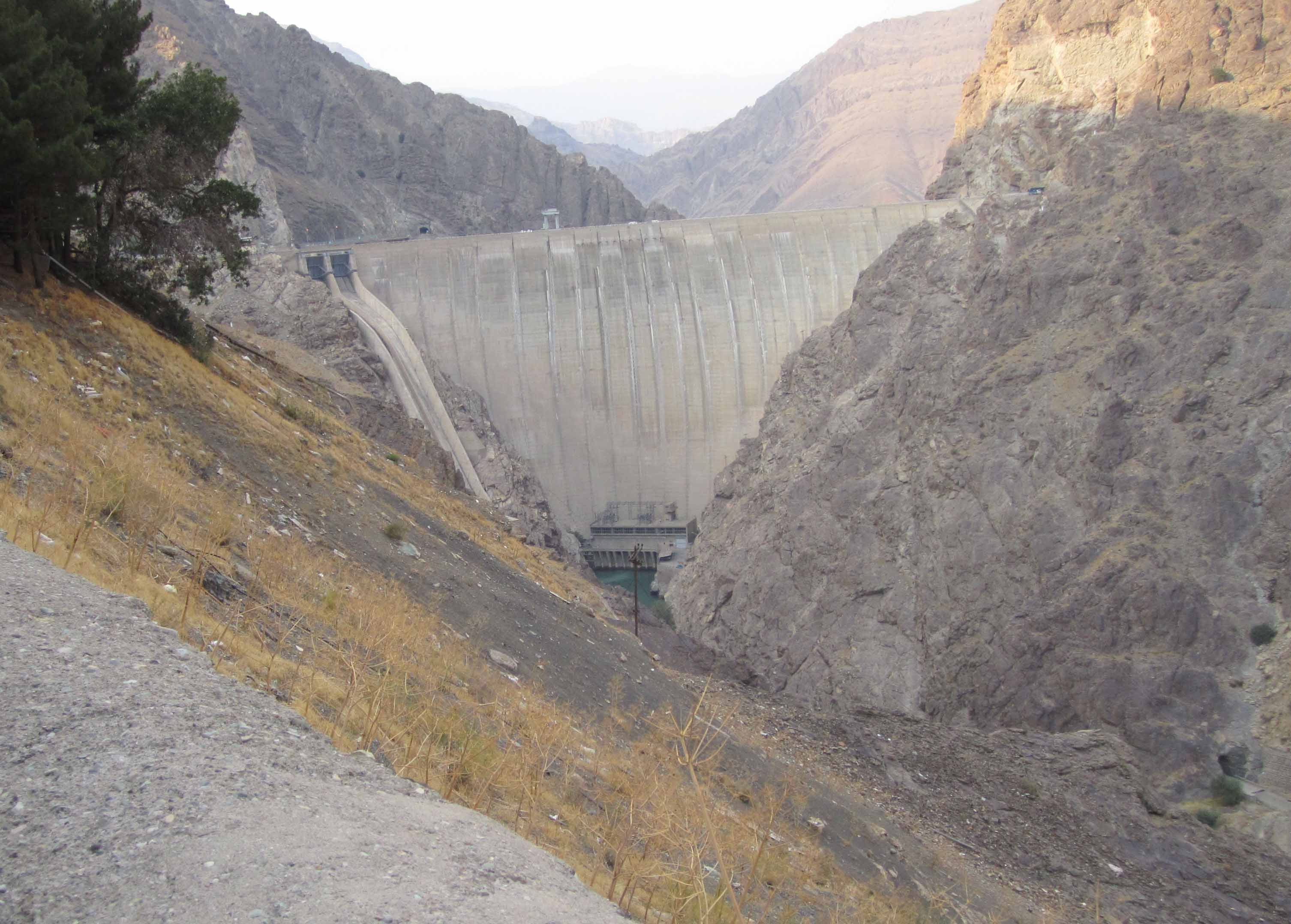
سد امیرکبیر
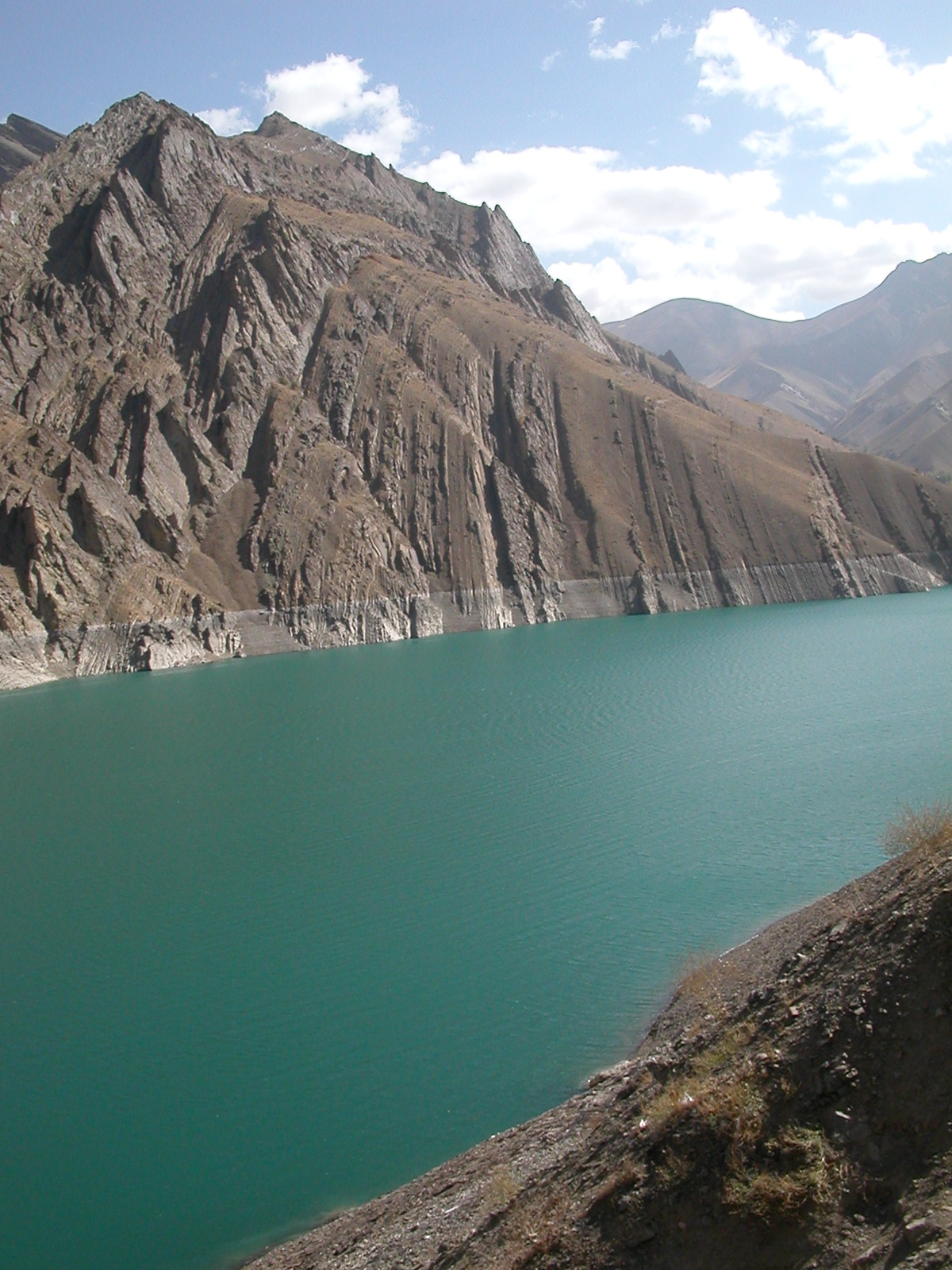
سد امیرکبیر
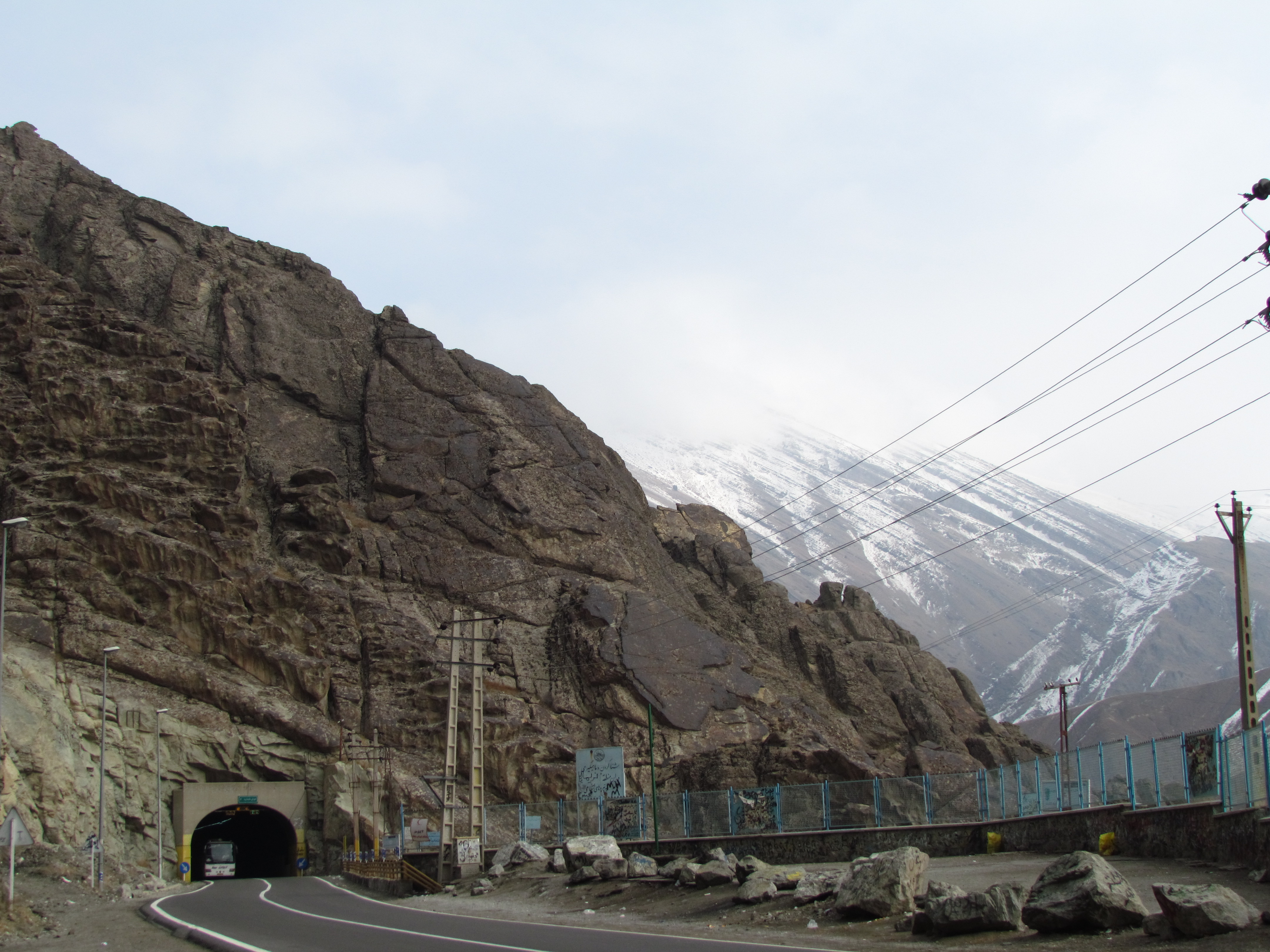
جاده چالوس در کنار سد امیرکبیر
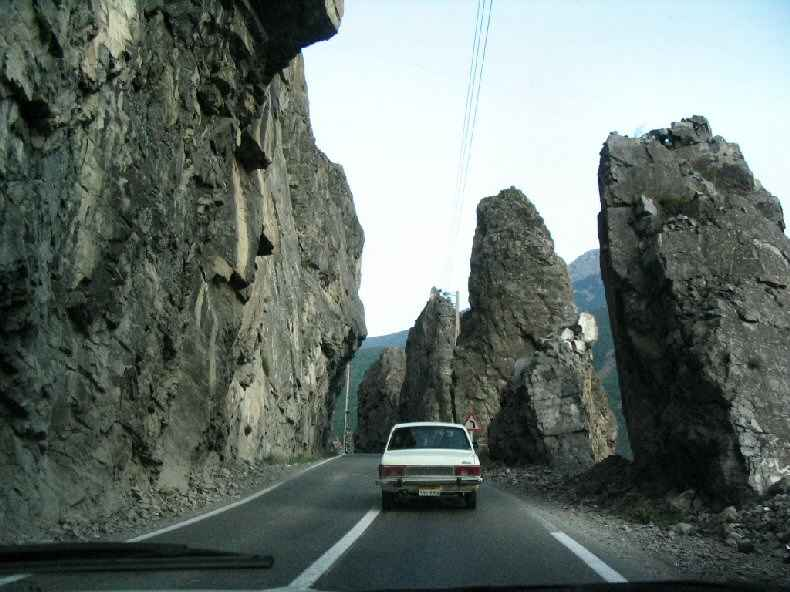
جاده کرج - چالوس پس از تونل کندوان
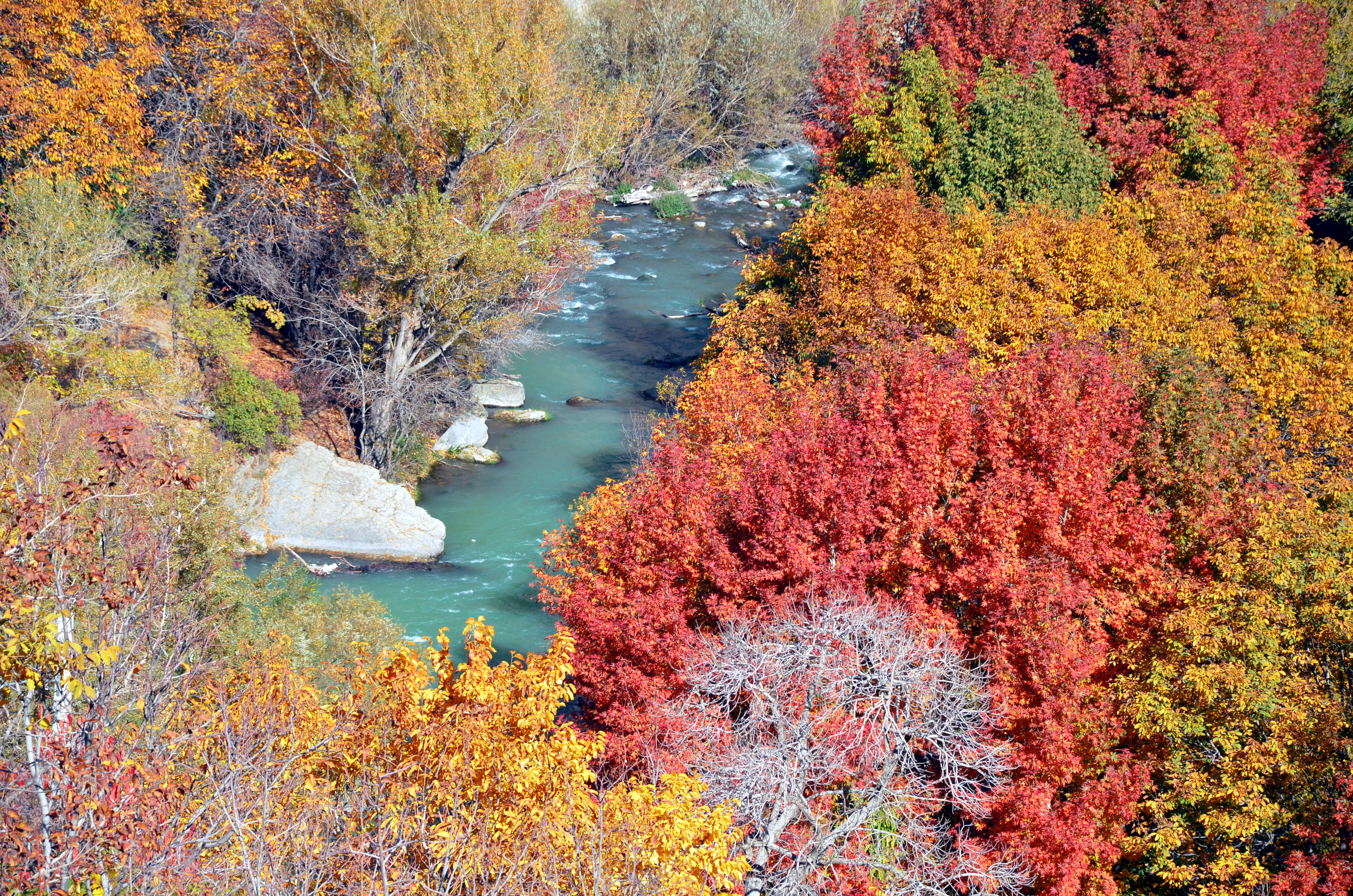
چشم‌اندازی از رود کرج در منطقه آدران
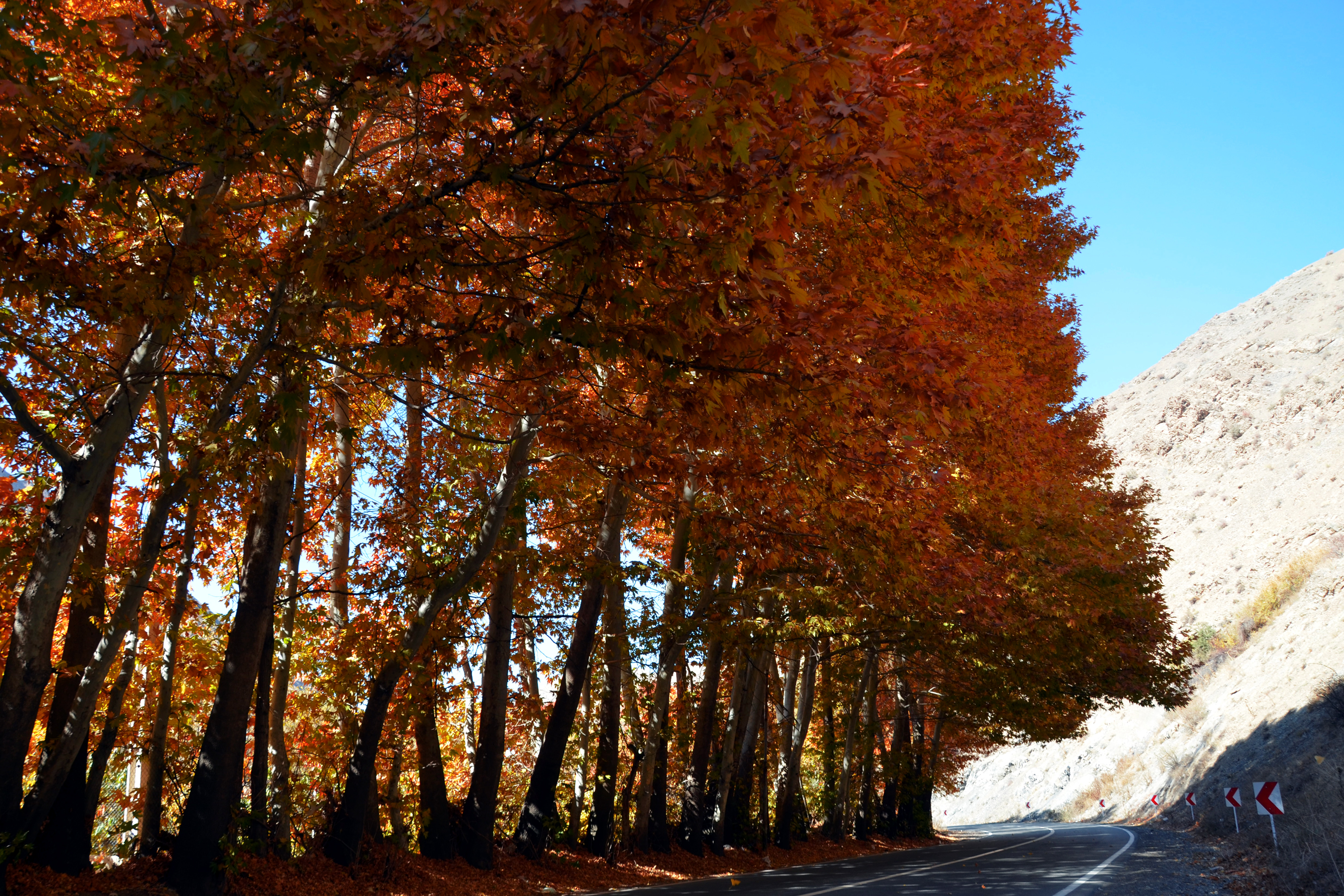
چشم‌اندازی از جاده کرج - چالوس
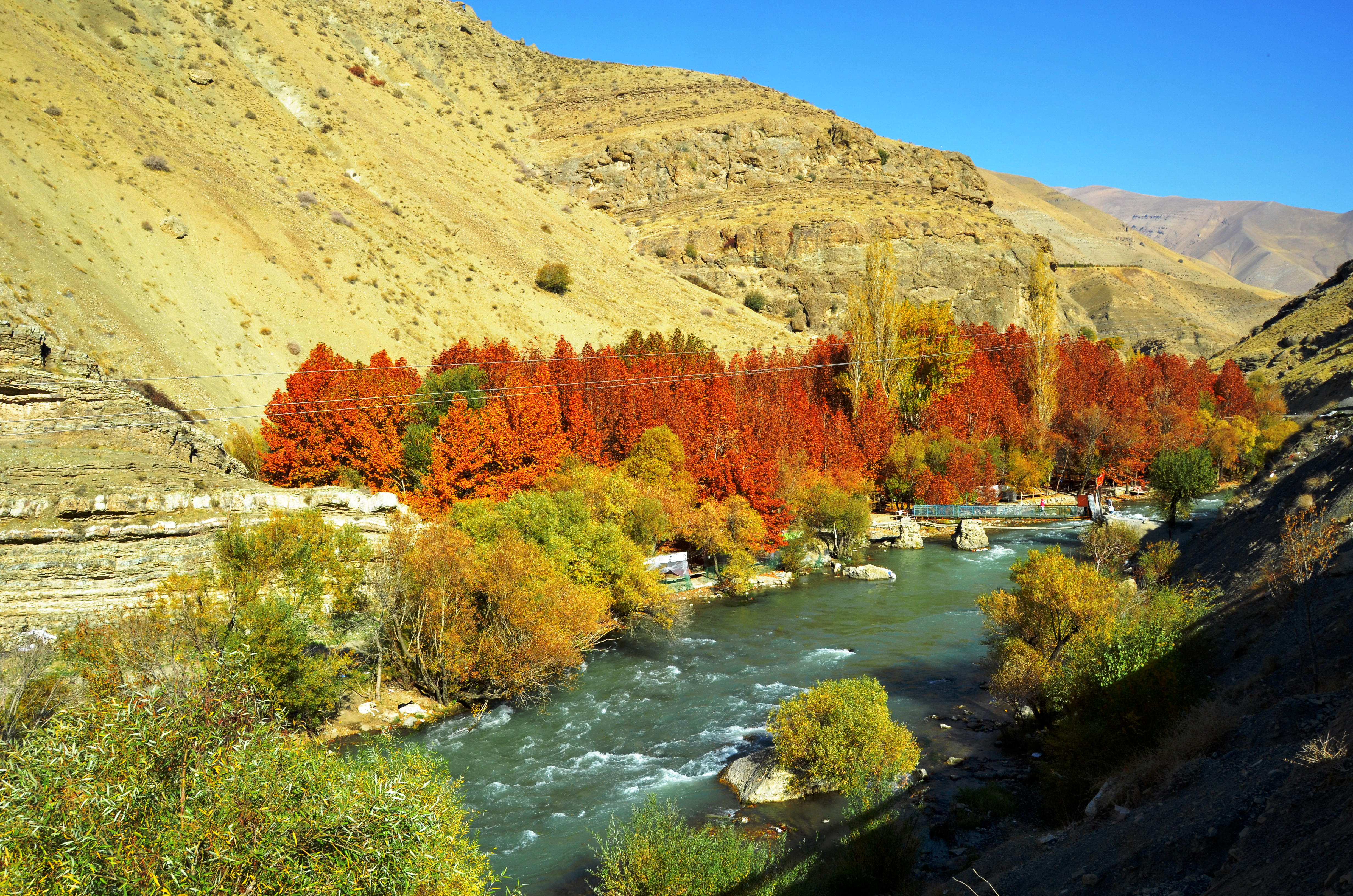
رود کرج
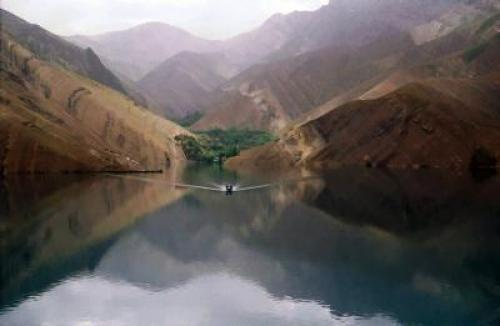
دهکده واریان
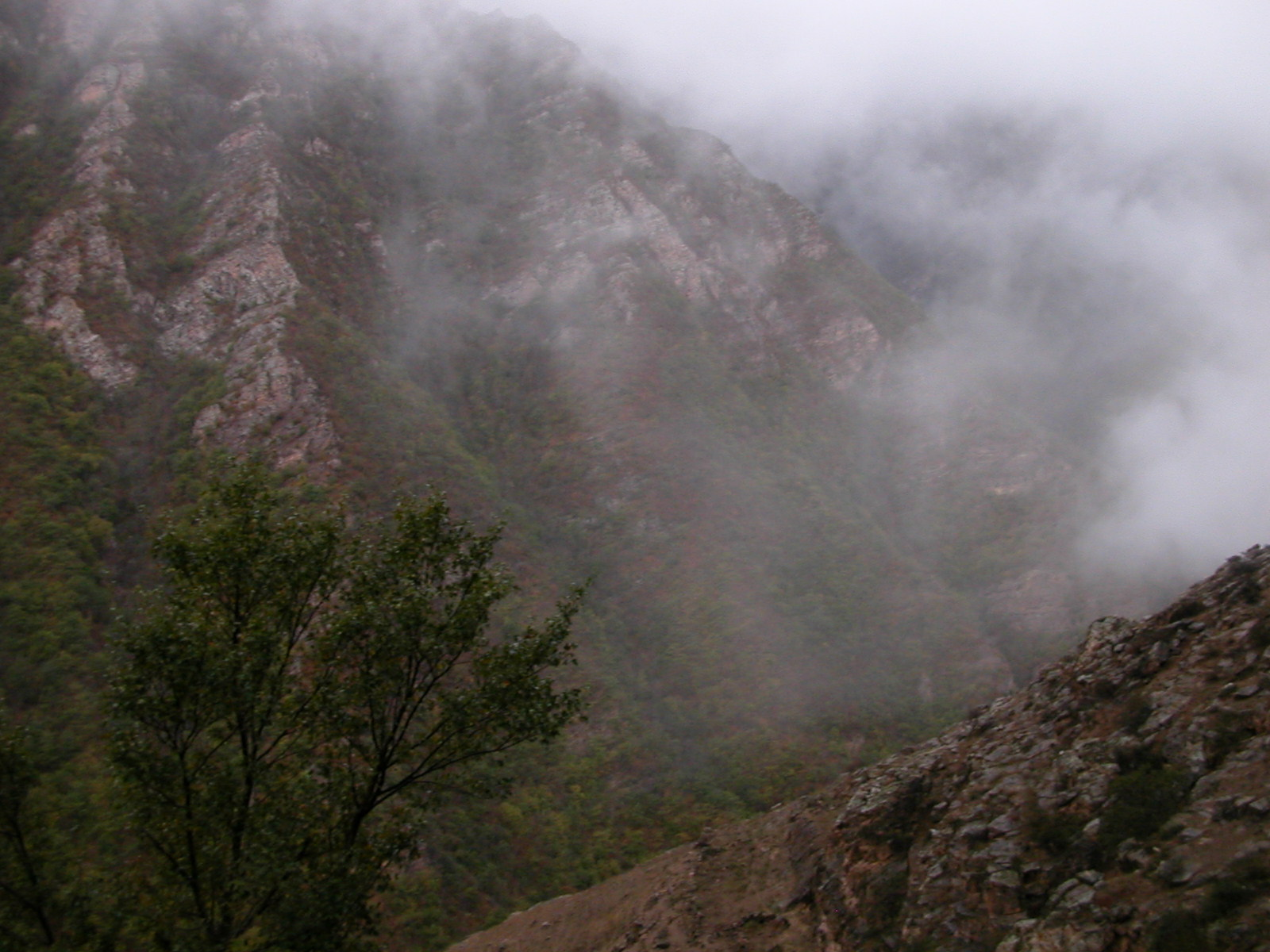
هزار چم
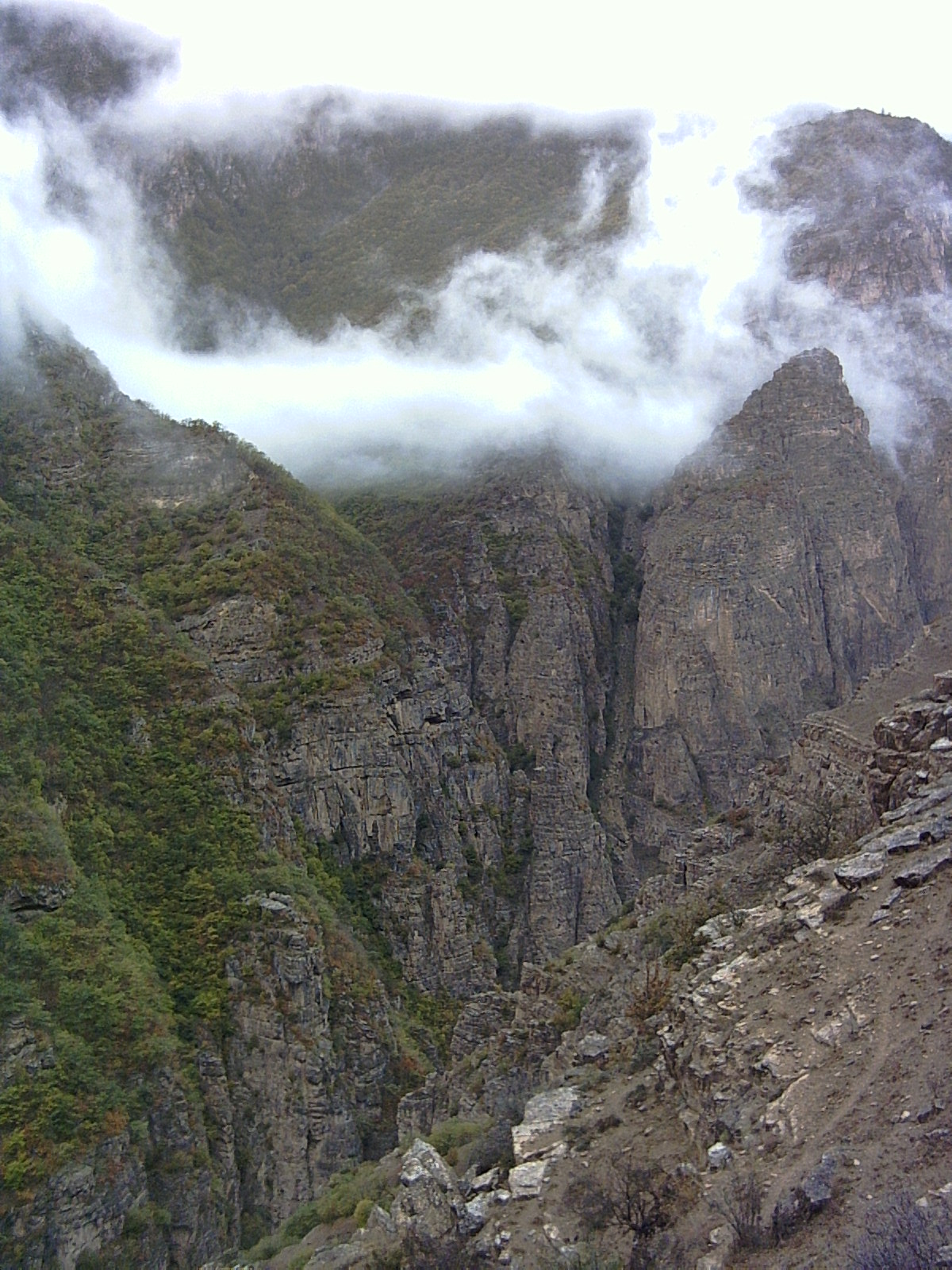
هزار چم
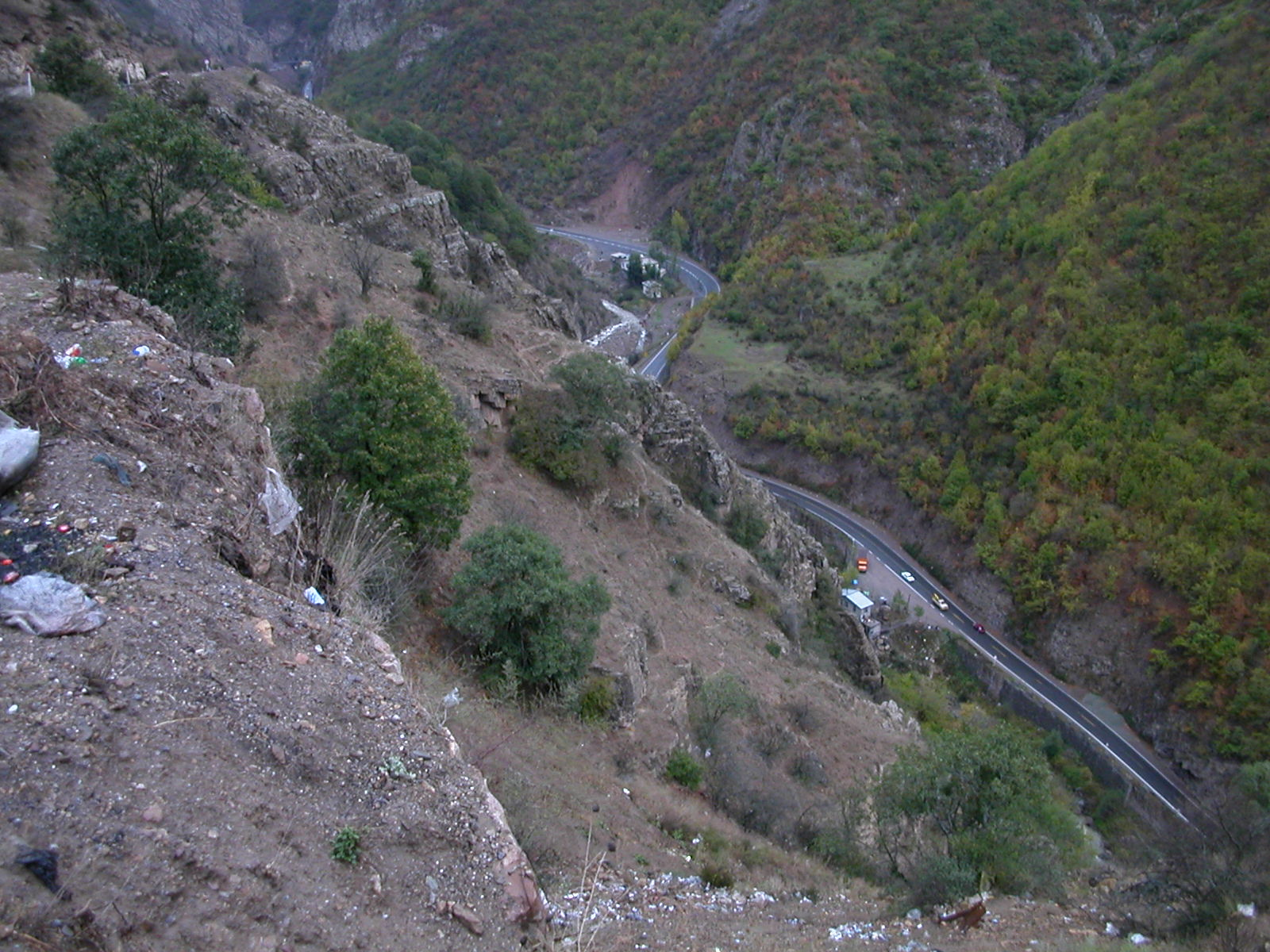
هزار چم